# Protection sociale en Nouvelle-Zélande

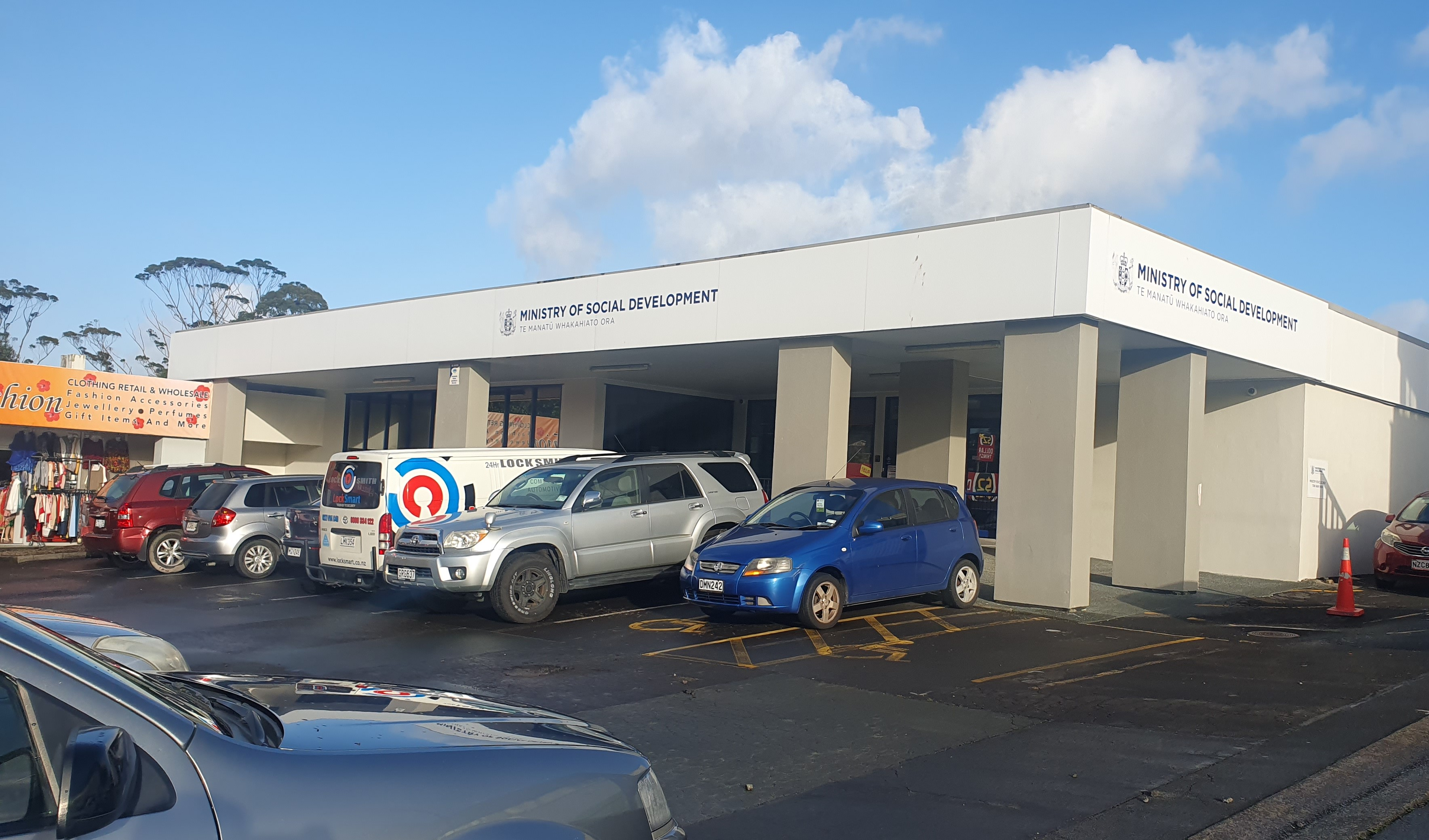
Bâtiment du Ministry of Social Development à Glen Eden (Auckland).

La Protection sociale en Nouvelle-Zélande est ancienne. Les premières mesures ont été prises en 1898 par le Parti libéral, et concernaient les retraites. 
Selon Pierre Rosanvallon, le cas de la Nouvelle-Zélande est exemplaire de « la tentation », « en temps de crise », « de cibler davantage les prestations sur les plus nécessiteux ». En effet, si elle fut le premier pays à instaurer en 1926 un système universel d'allocations familiales, celles-ci ne sont plus attribuées que sous condition de ressource depuis 1990.